# Александровское (Кривой Рог)
Александровское (Александровка) — исторический район Кривого Рога, бывший посёлок.

## История
Основан в 1884 году семьями горняков как рабочий посёлок. Представлял собой хаотичную застройку землянок и бараков. В 1888 году возле посёлка начал действовать Александровский рудник.
По состоянию на 1946 год посёлок входил в состав Ново-Украинского сельского совета Криворожского района.
Наибольшее развитие район получил в 1950—1960-х годах.

## Характеристика
Жилой массив в восточной части Покровского района Кривого Рога на левом берегу реки Саксагань. Окружён промышленными объектами.
В состав входит Александровская улица и два Александровских переулка на которых проживает 120 человек.